# جون هيل (سياسي أمريكي، مواليد 1800)
جون هيل (بالإنجليزية: John Hill)‏ هو قاضي ومحامي وسياسي أمريكي، ولد في 18 يوليو 1800 في New Canton, Virginia ‏ في الولايات المتحدة، وتوفي في 19 أبريل 1880 في باكنغهام ‏ في الولايات المتحدة. نشط حزبياً في حزب اليمين. وقد انتخب عضو مجلس نواب الولايات المتحدة عن ولاية فرجينيا وانتخب عضو مجلس النواب الأمريكي.